# Swarming
El Enjambre (en inglés: Swarming), es un tipo de estrategia aplicable en toda clase de conflictos como conflictos militares convencionales, ciberguerra, guerra en red, etc. En este tipo de conflictos se ataca al enemigo a través de la convergencia de ataques de muchas unidades autónomas o semiautónomas sobre un objetivo (multiagente), y estos ataques pueden tener muchas diferentes formas (multicanal). Aspectos importantes en esta estrategia son la movilidad, el reagrupamiento, la comunicación, la autonomía de la unidad y coordinación/sincronización de sus actividades. Esta última puede ser de vital importancia para evitar el fuego amigo y conseguir una abrumadora aplicación de la fuerza.
El swarming vulnera física y psicológicamente a la víctima, confundiendo su percepción sobre el número de participantes en el ataque. Por un lado, el enemigo parece estar en todas partes, pero por otro, sólo se ve en un número reducido, lo cual incita a la víctima a subestimar o sobreestimar el tamaño del oponente.
El swarming depende de la capacidad de comunicación. Hay que notar que los avances tecnológicos de la era de la información proporcionan avanzadas herramientas que mejoran la capacidad de la comunicación. Si históricamente la estrategia del swarming ya era una estrategia con bastante éxito, con las nuevas herramientas de comunicación esta estrategia puede ser mucho más efectiva. No es necesario utilizar las últimas tecnologías existentes para tener éxito con una estrategia de swarming. Como ejemplo tenemos el caso de la Batalla de Mogadiscio. En ella los clanes somalíes, liderados por Mohamed Farrah Aidid, emplean para comunicarse códigos de tambor y personas que se dedican a transmitir las informaciones corriendo de un sitio a otro. Otro ejemplo es el caso de la primera guerra chechena. En ella los chechenos se servían para comunicarse de mensajeros que corren de un sitio a otro y tecnologías totalmente anticuadas como radiaficionados.

## Aplicaciones
Esta estrategia ha sido usada en diversos tipos de conflictos.

### Militar
El mundo militar ha utilizado históricamente la estrategia del swarming junto con otras estrategias militares, como el combate cuerpo a cuerpo, el asedio, la masa o la maniobrabilidad. Sin embargo, es ahora, cuando las tecnologías de la era de la información han mejorado mucho la capacidad de comunicación, cuando esta estrategia es mucho más efectiva. Esta estrategia puede ser adoptada no sólo en la vertiente clásica de conflicto armado, sino también en la más nueva de guerra informática o ciberguerra.
La razón del gran uso de esta estrategia es que permite un estilo de lucha superior porque posibilta a un ejército vencer cuando su número y equipamiento es inferior al del rival.
'
La “RAND corporation”, un importante “think tank” estadounidense, es el que ha acuñado el término swarming para denominar una estrategia que consiste en una convergencia de ataques de muchas unidades autónomas o semiautónomas sobre un objetivo. Esta estrategia ya había sido usada antes, por ejemplo, la armada napoleónica, las unidades de guerrilla o el ejército de Gengis Khan. Se piensa que la única razón por la que no hay más ejemplos de swarming es que, en el pasado, los ejércitos no tenían suficiente movilidad ni capacidad de comunicación como la que se dispone actualmente.

#### Ejemplos históricos
Uno de los usos históricos más efectivos de esta estrategia fue el realizado por los arqueros a caballo de la estepa eurasiática. La potencia de fuego y las ventajas de su movilidad no fueron superadas hasta la invención de las armas de fuego. Gengis Khan y sus mongoles son los mejores ejemplos de 'swarmers'. Su ejército pudo cubrir vastas distancias en poco tiempo. Los comandantes locales eran extremadamente independientes y actuaban con gran libertad. Los mongoles fueron superados numéricamente en casi todas sus batallas, sin embargo, usando su superioridad de fuego y movilidad eran capaces de dispersarse rápidamente y entonces unirse y atacar al enemigo. El hecho de que los mongoles conquistaran el mayor imperio en la historia podría probar que el swarming en efecto funciona.
Durante las cruzadas, los musulmanes usaron rápidos asaltos efectuados por arqueros a caballo desde todas las direcciones para romper la moral de los caballeros.
Napoleón hizo un excelente uso del swarming durante su invasión a Austria en 1805. Las fuerzas napoleónicas actuaron de un modo disperso hasta que todas unidas atraparon al ejército austriaco.

#### Ejemplos actuales
Como ejemplo de uso de esta estrategia en las guerras actuales tenemos la guerra de Kosovo. Las pequeñas bandas ampliamente distribuidas del Ejército de Liberación de Kósovo y las menos extendidas, fuerzas especiales de los aliados, forzaron al ejército Serbio a maniobrar y hacer fuego, lo cual provocó que instantánemente fueran vulnerables a ser atacadas desde el aire.
Otro ejemplo actual del uso de esta estrategia es el caso de los muyahidínes, una fuerza militar guerrillera de combatientes musulmanes que persiguen la jihad. Estas guerrillas usaron swarming en la guerra de Afganistán (1978-1992) y en las guerras de Chechenia.  Su forma de actuar se basa en tener distintos grupos autónomos o semiautónomos que se comunican, comparten información y a veces se coordinan para realizar sus ataques. Hoy los muyahidínes luchan en la guerra de Afganistán siguiendo estrategias similares pero con tecnologías actualizadas. Estrategias similares fueron adoptadas en la guerra civil libia de 2011 y la guerra civil siria que empezó en 2011.
 En la Batalla de Mogadiscio las fuerzas militares estadounidenses también fueron atacadas mediante técnicas de swarming.

### Movimientos sociales
En el mundo actual, entre las organizaciones e individuos que quieren influenciar en el diseño de la sociedad del futuro, es habitual la cooperación. Esta cooperación se realiza en el marco de lo que se llama una netwar y adoptan estrategias de swarming. Como ejemplos de este tipo redes podemos hablar de la red Anonymous y también de redes enfocadas en la defensa a ultranza de la libertad de expresión. Las netwar no son desarrolladas por una organización en sí misma sino por un conjunto de organizaciones e individuos aislados que cooperan para lograr un objetivo social concreto.

### La naturaleza
En el mundo natural varios depredadores saben que usar swarming es la mejor forma de capturar una presa. Las hormigas, por ejemplo, la emplean en disputas territoriales contra otras de su especie. Tanto estos insectos como las hormigas actúan separándose para rápidamente reunirse de nuevo.
Los lobos también lo practican. Estos animales no cuentan con un número tan grande como las abejas, pero consiguen mantenerse apartados unos de otros para cubrir más territorio que sus presas. Luego se reúnen para atacar una presa fácil. La habilidad de cubrir una vasta extensión de tierra con un número reducido y actuar rápidamente contra el punto débil del enemigo desde todos los frentes tiene excelentes aplicaciones militares.
En la naturaleza también vemos casos de swarming simplemente oportunista. En ella muchos individuos se unen para realizar sucesivas acciones cuando la situación es propicia. Turbas, virus, bacterias, tiburones, etc, realizan este tipo de ataques.

### Otros ejemplos
Se puede decir que los paparazzi usan estrategias de swarming.
También se puede decir que los programas de descarga descentralizados, como los Torrent y Emule, usan estrategias de swarming.
Se usa también en los deportes: equipos de baloncesto usan tácticas en las cuales los jugadores se dispersan pero manteniendo la posibilidad de pasarse rápidamente la pelota.